# American Eagle Outfitters
American Eagle Outfitters, Inc., также известный как American Eagle — американская розничная компания по продаже одежды и аксессуаров, со штаб-квартирой в Питтсбурге, штат Пенсильвания. Она была основана в 1977 году братьями Джерри и Марком Силверманами в качестве дочерней компании розничной торговли Ventures, Inc., которая также владела брендом мужской одежды Silverman. Братья продали свою собственность в 1991 году Иакову Прайсу из Ноксвилла, Теннесси. American Eagle Outfitters также является материнской компанией Aerie.
Бренд рассчитан на студентов и учеников старшей школы. В 1977 году первый магазин American Eagle Outfitters открылся в Новай, Мичиган.
По состоянию на январь 2021 года работает 901 магазин American Eagle Stores, 175 магазинов Aerie и 2 магазина Todd Snyder в США, Канаде, Мексике и Гонконге.
Среди популярных продуктов бренда — джинсы, рубашки поло, футболки, верхняя одежда и купальники.
В 2025 году Сидни Суини снялась в рекламе коллекции джинсов осень-зима 2025 года, слоганом которой стала фраза Sydney Sweeney Has Great Jeans («У Сидни Суини отличные джинсы»).